# کلی گادئا
کلی گادئا (انگلیسی: Kelly Gadéa؛ زادهٔ ۱۶ دسامبر ۱۹۹۱) بازیکن فوتبال اهل فرانسه است.
از باشگاه‌هایی که در آن بازی کرده‌است می‌توان به باشگاه فوتبال زنان مون‌پلیه اشاره کرد.
وی همچنین در تیم‌های ملی فوتبال زنان فرانسه، و زنان فرانسه، و زنان فرانسه، و زنان فرانسه، بازی کرده‌است.